# Finstruktur
Inden for atomfysik refererer finstruktur til at atomers spektrallinjer splittes pga. spin og relativistiske effekter, der ikke optræder i den ikke-relativistiske Schrödinger-ligning. Finstruktur blev første gang målt for brintatomet af Albert A. Michelson og Edward W. Morley i 1887, hvilket førte til, at teoretikeren Arnold Sommerfeld introducerede finstrukturkonstanten.